# Mimacalolepta dunni
Mimacalolepta dunni là một loài bọ cánh cứng trong họ Cerambycidae.